# تپه اسماعیل‌کلای بزرگ
تپه اسماعیل کلای بزرگ مربوط به هزاره اول قبل از میلاد است و در شهرستان جویبار، بخش مرکزی، روستای اسماعیل کلای بزرگ واقع شده و این اثر در تاریخ ۱۷ اسفند ۱۳۸۱ با شمارهٔ ثبت ۷۸۵۱ به‌عنوان یکی از آثار ملی ایران به ثبت رسیده است.